# ファイア (ザ・ジミ・ヘンドリックス・エクスペリエンスの曲)
「ファイア」(Fire) は、ジミ・ヘンドリックスが書き、ザ・ジミ・ヘンドリックス・エクスペリエンス (The Jimi Hendrix Experience) として1967年はじめに録音した楽曲。同年のアルバム『アー・ユー・エクスペリエンスト? (Are You Experienced)』に収録された。
AllMusic の批評家マシュー・グリーンウォルド (Matthew Greenwald) は、この曲を「ソウル、サイケデリック・ロック、ポリリズムのジャズに触発されたドラミングの習作 (an exercise in soul, psychedelic rock, and polyrhythmic jazz-inspired drumming)」と表現している。この曲は、アメリカ合衆国向けのアルバムがリリースされた際に、ステレオにリミックスされた。1969年には、イギリスでステレオのシングルが、「レット・ミー・ライト・ユア・ファイア (Let Me Light Your Fire)」と題してリリースされた。
ヘンドリックスの楽曲の中でも最も人気が高いもののひとつであり、コンサートでしばしば演奏された。ライブ演奏を収録した録音もいくつも残されており、オリジナルの楽曲も、『スマッシュ・ヒッツ (Smash Hits)』（1968年）、『Experience Hendrix: The Best of Jimi Hendrix』（1997年）、『Voodoo Child: The Jimi Hendrix Collection』（2001年）、『Fire: The Jimi Hendrix Collection』（2010年）など、数多くのヘンドリックスのコンピレーション・アルバムに収録されている。

## 概要
性的な趣きの強い曲調の楽曲であるが、作られた契機は無邪気なものであった。エクスペリエンスのベーシストだったノエル・レディングは、ある寒い大晦日の晩に、演奏が終わった後、イングランドのフォークストンにあった自分の母親の家にヘンドリックスを招いた。ヘンドリックスは、ノエルの母親に、暖をとりたいので暖炉に近い彼女の席の脇に立っていてもいいかと尋ねた。彼女はこれを許したが、飼い犬のグレート・デーンがこれを阻もうとしたので、ヘンドリックスは「おい、どいとくれよローヴァー、ジミに代わらせて (Aw, move over, Rover, and let Jimi take over)」と口にした。後にヘンドリックスは、この歌詞について、「ハバード母さんは食器棚にかわいそうな犬にやる骨を取りに行ったけど、ローヴァーの方に屈んで見たら、あいつは自分の骨を齧ってた! シェイクスピア、35ページ! (Old Mother Hubbard went to the cupboard to find her poor dog a bone, but when she bent over Rover took over, 'cause Rover had a bone of his own! Shakespeare, page 35!)」と冗談を言っている。

## レッド・ホット・チリ・ペッパーズのバージョン
レッド・ホット・チリ・ペッパーズは、1983年から「ファイア」の演奏に取り組み始め、1987年のシングル「ファイト・ライク・ア・ブレイヴ (Fight Like a Brave)」のB面に入れ、翌1988年には、『アビイ・ロード E.P. (The Abbey Road E.P.)』にも収録した。この曲は、1989年のアルバム『母乳 (Mother's Milk)』にも収録された。レッド・ホット・チリ・ペッパーズのバージョンは、バンドの初代ギタリストで1988年に死去したヒレル・スロヴァクに捧げる曲とされ、リード・ボーカルのアンソニー・キーディスが歌う歌詞の一部が改変されており、例えば「Move over, Rover, and let Jimi take over」は、スロヴァクのニックネームが「ミスター・ハックルベリー (Mr. Huckleberry)」だったことを踏まえて、「Move over, Rover, and let Mr. Huckleberry take over」となっている。

## その他のバージョン
- 1968年にファイヴ・バイ・ファイヴ（英語版）が出したこの曲のシングルは、『ビルボード』誌の全米シングル・チャートで最高52位まで上昇した[16]。
- SSQ（英語版）は、1983年のシングル「Synthicide」のB面に、この曲のカバーを収録した[17]。
- キングストン・ウォール（英語版）は、1992年のデビュー・アルバム『I』にこの曲を収録している[18]。
- 1994年には、アコーディオンを使うロックバンドであるゾーズ・ダーン・アコーディオンズ（英語版）が、アルバム『Squeeze This!』にこの曲を収録したが[19]、そこではメンバーのアコーディオン奏者のひとりで、当時79歳だったクライド・フォースマン (Clyde Forsman) が歌っている。
- アリス・クーパーは、1995年のコンピレーション・アルバム『Classicks』で、この曲をカバーした[20]。
- 日本語直訳ロックで知られるミュージシャン王様は、1996年のアルバム『王様の恩返し』でこの曲を取り上げ、「火」というタイトルをつけた直訳の日本語歌詞で歌っている[21]。
- ゲイリー・ムーアは、1999年のアルバム『ディファレント・ビート』でこの曲を取り上げ[22]、また、2007年に行われたヘンドリックスのトリビュート・ライブでの演奏は、2012年発売のライブ・アルバム『ブルース・フォー・ジミ〜ジミ・ヘンドリックスに捧ぐ〜』に収録された[23]。
- ジャズ・ベーシストのブライアン・ブロンバーグ（英語版）は、2010年のアルバム『プレイズ・ジミ・ヘンドリックス (Plays Jimi Hendrix)』の冒頭に、この曲を収録している[24][25]。